# Cheilotoma erythrostoma
Cheilotoma erythrostoma  (лат.) — вид листоедов (Chrysomelidae) из подсемейства клитрины (Clytrinae). Встречается в Италии, Болгарии, Румынии, Крыму, на юге России и на Кавказе.

## Субвидовые таксоны
- Cheilotoma erythrostoma ab. italica
- Cheilotoma erythrostoma erythrostoma